# Neohipparchus glaucochrista
Neohipparchus glaucochrista là một loài bướm đêm trong họ Geometridae.